# 4116 Elachi
4116 Elachi је астероид са средњом удаљеношћу од Сунца која износи 1,872 астрономских јединица (АЈ).
Апсолутна магнитуда астероида је 13,2.